# Iván Valenciano
Iván René Valenciano Pérez (Barranquilla, 1972. március 18. –), kolumbiai válogatott labdarúgó.
A kolumbiai válogatott tagjaként részt vett az 1991-es Copa Américán, az 1992. évi nyári olimpiai játékokon, illetve az 1994-es világbajnokságon.

## Sikerei, díjai
Junior Barranquilla
- Kolumbiai bajnok (2): 1993, 1995

Egyéni
- A kolumbiai bajnokság gólkirálya (3): 1991, 1995, 1996